# Прапор Погребища
Прапор Погребища затверджений 23 серпня 1998 р. рiшенням II сесії міської ради XXIII скликання.

## Опис
Прямокутне полотнище з співвідношенням сторін 2:3 розділене на п'ять горизонтальних смуг - малинову, білу, синю, білу, малинову - у співвідношенні 24:4:1:4:24, перша і друга смуги розділені хвилясто, друга, третя розділені гострозубчасто, третя і четверта розділені хмароподібно, четверта і п'ята розділені хвилясто. На верхній смузі жовте усміхнене сонце, на нижній білий розширений хрест з лазуровим щитком, на якому білий півмісяць ріжками вправо.

## Значення
Малиновий колір символізує козацтво, золоте сонце — Подільську землю. Хрест із півмісяцем — герб Брацлавщини. Перетинає прапор річка Рось.